# Route de la Gerbe
La route de la Gerbe est une voie située dans le 12e arrondissement de Paris, en France.

## Origine du nom

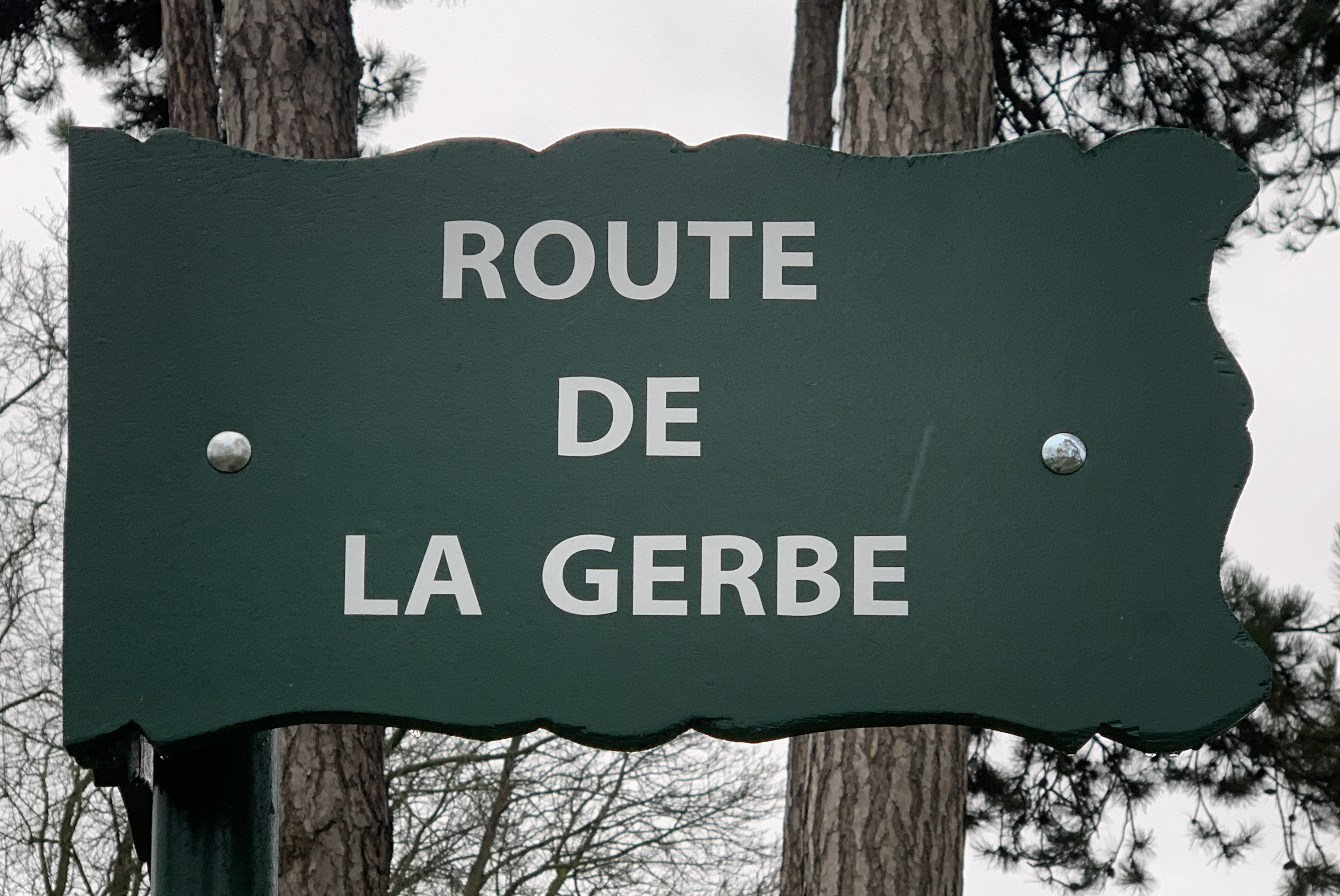
Plaque de la route.

## Situation et accès
La route de la Gerbe est située dans le bois de Vincennes, qui est rattaché au Quartier de Picpus.